# Maramao
Maramao è un film del 1987 diretto da Giovanni Veronesi, qui al suo debutto alla regia di un lungometraggio.
La pellicola è stata sceneggiata dallo stesso regista con il fratello Sandro.

## Trama
Il quasi adolescente Sandro e il fratello minore Giannino sono in vacanza, assieme alla famiglia, su un'isola privata. Qui le storie dei due bambini si intrecciano a quelle dei figli delle altre famiglie. I giovani protagonisti sono quasi lasciati a loro stessi dagli adulti, che sono inquadrati solo dalle spalle in giù e compaiono solo in momenti quali il pranzo o per mandare a letto i propri figli. Sandro avrà il primo approccio con la sessualità sull'isola, quando conoscerà la giovane Patrizia.

## Produzione
Ad eccezione di Vanessa Gravina, che aveva esordito nel 1985 in Colpo di fulmine, tutti gli altri attori bambini che compaiono nel film erano all'esordio sul grande schermo.

## Accoglienza

### Critica
Su la Repubblica viene scritto:
(Paolo D'Agostini, 46 anni al Duemila...)